# Высокоскоростная пассажирская линия Шанхай — Ухань — Чэнду
Высокоскоростная пассажирская линия Шанхай — Ухань — Чэнду (кит. упр. 沪汉蓉快速客运通道, пиньинь Hù-Hàn-Róng Kuàisù Kèyùn Tōngdào) — широкомасштабный проект по организации беспересадочного железнодорожного сообщения между крупнейшими городами Китая и провинциальными центрами, соединяющий Шанхай, столицу провинции Цзянсу город Нанкин, столицу провинции Аньхой город Хэфэй, столицу провинции Хубэй город Ухань, город Ичан в провинции Хубэй, крупнейший агломерат Чунцин, и столицу провинции Сычуань город Чэнду.

## Общие сведения
Частично дорога строится по уже существующей трассе, частично — по районам, не охваченным железнодорожной сетью. Достигая районов подчинения Чунцина, дорога попадает в железнодорожную сеть Чунцина и провинции Сычуань, где предвидится несколько параллельных высокоскоростных маршрутов. Длина всей линии 2078 км через всю страну. Дорога строится по участкам, которые постепенно вводятся в эксплуатацию.
Почти вся дорога проходит к северу от Янцзы, за исключением начального участка Шанхай — Нанкин и участка Ичан — Чунцин.
Проект является частью глобального проекта строительства сети высокоскоростных железных дорог в Китае, основная часть которой соответствует формуле «4 + 4» — четыре высокоскоростных линии с севера на юг, и четыре с востока на запад.
Эта трасса длиной около 2078 км рассчитана на движение со скоростями от 200 до 350 км/ч (с 2011 года понижено до 300 км/ч). Железная дорога строится по участкам, которые поочерёдно вводятся в эксплуатацию. Начало строительства первого участка — 2003 год. В апреле 2007 года был пущен участок Нанкин — Хэфэй который был продлён в апреле 2009 года до города Ухань. Начальный участок (Шанхай — Нанкин) был пущен в ноябре 2010 года. Наиболее трудный участок дороги Ичан — Ваньчжоу через районы, до сих пор не охваченные железной дорогой, начал строиться ещё в 2003 году, и был завершён 23 декабря 2010 года. Всю дорогу предполагается открыть в 2014 году. К этому моменту трассы в Чунцине и Сычуани будут модернизированы или заменены на высокоскоростные трассы по другому маршруту.
По состоянию на май 2012 года, на трассе Шанхай — Ханькоу курсируют в сутки около десяти скоростных поездов категории D, большинство из которых проходят маршрут примерно за 6 часов, один только поезд идёт пять часов; быстрый поезд, который шёл 4 часа, теперь в расписании не предусмотрен.. Беспересадочную трассу Шанхай — Чэнду обслуживают только медленные поезда категории К.
По состоянию на май 2012 года, между Чунцином и Чэнду (315 км) ходит около 12 скоростных поездов категории D в сутки (через Суйнин), проезд в которых занимает около двух часов..
После введения в эксплуатацию дороги ожидается сократить время проезда от Шанхая до Чэнду до девяти часов (вместо более чем 30 часов)
По состоянию на июнь 2016 года, на трассе Шанхай — Чэнду курсируют в сутки три скоростных поезда категории D, которые проходят маршрут за 14-15 часов.. Участок дороги между Чунцином и Чэнду беспересадочные поезда идут через Суйнин, а не напрямую по междугородной линии.

## Структура дороги
1. Пекин-Шанхайская высокоскоростная железная дорога обеспечивает участок Шанхай — Нанкин (284 км). Строительство начато 18 апреля 2008 года. Пущена в эксплуатацию 15 ноября 2010 года. Скорость движения 350 км/час.
2. Скоростная железная дорога Хэфэй — Нанкин (156 км). Строительство начато 5 ноября 2005 года. Пущена в эксплуатацию 19 апреля 2008 года. Скорость движения 250 км/час.
3. Скоростная железная дорога Хэфэй — Ухань (359 км). Строительство начато 1 августа 2005 года. Пущена в эксплуатацию 1 апреля 2009 года. Скорость движения 250 км/час.
4. Скоростная железная дорога Ухань — Ичан (292 км). Строительство начато 17 сентября 2008 года. Пущена в эксплуатацию в 2012 году.
5. Скоростная железная дорога Ичан — Ваньчжоу (377 км). Строительство начато 1 декабря 2003 года. Пущена в эксплуатацию 23 декабря 2010 года. Скорость движения 200 км/час.
6. Междугородная железная дорога Чунцин — Ваньчжоу[кит.] (236 км). Строительство начато 22 декабря 2010 года. Окончание планируется к 2015 году. Скорость движения до 250 км/ч.
7. Скоростная железная дорога Чунцин — Личуань (244 км) ответвляется от дороги на Ваньчжоу на станции Личуань на 288 км. Строительство начато 29 декабря 2008 года. Пущена в эксплуатацию в 2013 году.
8. Железная дорога Чунцин — Суйнин[кит.] (167 км). Начало модернизации − 18 января 2009 года. Окончание ожидается в 2012 году. Скорость движения 160 км/час, предполагается довести до 200 км/ч.
9. Скоростная железная дорога Дачжоу — Чэнду (участок 148 км) от Дачжоу через Суйнин. Строительство начато в мае 2005 года. Пущена в эксплуатацию 30 июня 2009 года. Скорость движения 200−250 км/ч.
10. Междугородная железная дорога Чунцин — Чэнду (310 км). Строительство начато 22 марта 2010 года. Пущена в эксплуатацию в конце 2015 года. Скорость движения 350 км/час. Спрямляет путь между городами за счёт дамб и туннелей.

## Соединения с другими высокоскоростными магистралями
В Нанкине дорога разветвляется, ей другой ветвью является Пекин-Шанхайская высокоскоростная железная дорога.
В Ухане дорога пересекается с Высокоскоростной пассажирской линией Пекин — Гонконг.